# Daniela Hantuchová
Daniela Hantuchová (Poprad, 23 april 1983) is een voormalig professioneel tennisspeelster uit Slowakije. Zij woont in Monte-Carlo, Monaco.

## Carrière
Sinds 1999 is Hantuchová professioneel tennisspeelster. Zij bereikte in 2003 de vijfde plaats op de WTA-wereldranglijst, haar hoogste notering. In 2002 stond zij ook vijfde op de wereldranglijst voor dubbelspel. Zij is rechtshandig en heeft een tweehandige backhand. In 2002 won zij de WTA-prijs voor meest verbeterde speelster van het jaar. Aan het eind van het seizoen mocht zij dan ook meedoen met de WTA Tour Championships – zij bleef steken in de eerste ronde.
2003 was een zwak jaar voor haar. Er werd beweerd dat zij aan anorexia leed, maar zelf gaf zij aan dat het kwam door de toegenomen druk na haar succes in 2002. Langzaam wist zij zich weer terug naar boven te werken en zij kwam vanaf 2005 sterk terug. In 2007 wist zij nogmaals de WTA Tour Championships te bereiken. Zij kwam echter niet verder dan de groepswedstrijden.
Zij won zeven toernooien in het enkelspel op de WTA-tour, waaronder tweemaal het toernooi van Indian Wells, in 2002 en 2007. Daarnaast won zij negen toernooien in het vrouwendubbelspel en vijf in het gemengd dubbelspel. In de periode 1999–2017 maakte Hantuchová deel uit van het Slowaakse Fed Cup-team – zij behaalde daar een winst/verlies-balans van 38–20. In 2002 won Slowakije de Fed Cup door in de finale van Wereldgroep I Spanje met 3-1 te verslaan.
Haar beste enkelspelprestatie op de grandslamtoernooien is het bereiken van de halve finale op het Australian Open 2008. In het vrouwendubbelspel bereikte zij driemaal de finale: op het Australian Open in 2002 (met Arantxa Sánchez Vicario) en in 2009 (met Ai Sugiyama), alsmede op Roland Garros 2006 (eveneens met de Japanse). In het gemengd dubbelspel won zij op ieder der grandslamtoernooien eenmaal de titel: Australian Open 2002 met Kevin Ullyett, Roland Garros 2005 met Fabrice Santoro, Wimbledon 2001 met Leoš Friedl en US Open 2005 met Mahesh Bhupathi. Daarnaast won zij in 2005 de Hopman Cup, samen met Dominik Hrbatý.

## Posities op deWTA-ranglijst
Positie per einde seizoen:
| jaar | rang enkelspel | rang dubbelspel |
| ---- | -------------- | --------------- |
| 1999 | 201            | 279             |
| 2000 | 108            | 192             |
| 2001 | 38             | 56              |
| 2002 | 8              | 8               |
| 2003 | 19             | 28              |
| 2004 | 31             | 62              |
| 2005 | 19             | 13              |
| 2006 | 18             | 13              |
| 2007 | 9              | 44              |
| 2008 | 21             | 54              |
| 2009 | 25             | 13              |
| 2010 | 30             | 93              |
| 2011 | 24             | 18              |
| 2012 | 32             | 66              |
| 2013 | 33             | 49              |
| 2014 | 64             | 87              |
| 2015 | 81             | 82              |
| 2016 | 228            | 547             |

## Palmares
| Legenda                | Legenda                  |
| ---------------------- | ------------------------ |
| Grandslamtoernooi      |                          |
| Olympische Spelen      |                          |
| Year-End Championships |                          |
| tot 2009               | 2009 – 2020 / vanaf 2021 |
| Tier I                 | Premier Mandatory        |
| Tier II                | Premier Five / WTA 1000  |
| Tier III               | Premier / WTA 500        |
| Tier IV & V            | International / WTA 250  |
|                        | Challenger / WTA 125     |

### WTA-finaleplaatsen enkelspel
| nr.              | finale     | toernooi         | ondergrond    | tegenstandster              | score         |         |
| ---------------- | ---------- | ---------------- | ------------- | --------------------------- | ------------- | ------- |
| gewonnen finales |            |                  |               |                             |               |         |
| 1.               | 2002-03-16 | WTA Indian Wells | hardcourt     | Martina Hingis              | 6-3, 6-4      | details |
| 2.               | 2007-03-18 | WTA Indian Wells | hardcourt     | Svetlana Koeznetsova        | 6-3, 6-4      | details |
| 3.               | 2007-10-28 | WTA Linz         | hardcourt (i) | Patty Schnyder              | 6-4, 6-2      | details |
| 4.               | 2011-02-13 | WTA Pattaya      | hardcourt     | Sara Errani                 | 6-0, 6-2      | details |
| 5.               | 2012-02-12 | WTA Pattaya      | hardcourt     | Maria Kirilenko             | 6-7, 6-3, 6-3 | details |
| 6.               | 2013-06-16 | WTA Birmingham   | gras          | Donna Vekić                 | 7-6, 6-4      | details |
| 7.               | 2015-02-15 | WTA Pattaya      | hardcourt     | Ajla Tomljanović            | 3-6, 6-3, 6-4 | details |
| verloren finales |            |                  |               |                             |               |         |
| 1.               | 2002-10-13 | WTA Filderstadt  | hardcourt (i) | Kim Clijsters               | 6-4, 3-6, 4-6 | details |
| 2.               | 2004-06-19 | WTA Eastbourne   | gras          | Svetlana Koeznetsova        | 6-2, 6-7, 4-6 | details |
| 3.               | 2005-08-14 | WTA Los Angeles  | hardcourt     | Kim Clijsters               | 4-6, 1-6      | details |
| 4.               | 2006-10-22 | WTA Zürich       | hardcourt (i) | Maria Sjarapova             | 1-6, 6-4, 3-6 | details |
| 5.               | 2007-09-16 | WTA Bali         | hardcourt     | Lindsay Davenport           | 4-6, 6-3, 2-6 | details |
| 6.               | 2007-09-30 | WTA Luxemburg    | hardcourt (i) | Ana Ivanović                | 6-3, 4-6, 4-6 | details |
| 7.               | 2010-03-07 | WTA Monterrey    | hardcourt     | Anastasija Pavljoetsjenkova | 6-1, 1-6, 0-6 | details |
| 8.               | 2011-06-12 | WTA Birmingham   | gras          | Sabine Lisicki              | 3-6, 2-6      | details |
| 9.               | 2012-01-07 | WTA Brisbane     | hardcourt     | Kaia Kanepi                 | 2-6, 1-6      | details |

### WTA-finaleplaatsen dubbelspel
| nr.                                 | finale     | toernooi          | ondergrond    | partner             | tegenstandsters                          | score            |         |
| ----------------------------------- | ---------- | ----------------- | ------------- | ------------------- | ---------------------------------------- | ---------------- | ------- |
| gewonnen finales vrouwendubbelspel  |            |                   |               |                     |                                          |                  |         |
| 1.                                  | 2000-10-29 | WTA Bratislava    | hardcourt (i) | Karina Habšudová    | Petra Mandula Patricia Wartusch          | walk-over        | details |
| 2.                                  | 2001-10-28 | WTA Luxemburg     | hardcourt (i) | Jelena Bovina       | Bianka Lamade Patty Schnyder             | 6-3, 6-3         | details |
| 3.                                  | 2002-04-14 | WTA Amelia Island | gravel        | Arantxa Sánchez     | María Emilia Salerni Åsa Svensson        | 6-4, 6-2         | details |
| 4.                                  | 2002-08-24 | WTA New Haven     | hardcourt     | Arantxa Sánchez     | Tathiana Garbin Janette Husárová         | 6-3, 1-6, 7-5    | details |
| 5.                                  | 2005-06-12 | WTA Birmingham    | gras          | Ai Sugiyama         | Eléni Daniilídou Jennifer Russell        | 6-2, 6-3         | details |
| 6.                                  | 2005-10-09 | WTA Filderstadt   | hardcourt (i) | Anastasija Myskina  | Květa Peschke Francesca Schiavone        | 6-0, 3-6, 7-5    | details |
| 7.                                  | 2006-03-05 | WTA Doha          | hardcourt     | Ai Sugiyama         | Li Ting Sun Tiantian                     | 6-4, 6-4         | details |
| 8.                                  | 2006-05-21 | WTA Rome          | gravel        | Ai Sugiyama         | Květa Peschke Francesca Schiavone        | 3-6, 6-3, 6-1    | details |
| 9.                                  | 2011-04-03 | WTA Miami         | hardcourt     | Agnieszka Radwańska | Liezel Huber Nadja Petrova               | 7-6, 2-6, [10-8] | details |
| verloren finales vrouwendubbelspel  |            |                   |               |                     |                                          |                  |         |
| 1.                                  | 2002-01-27 | Australian Open   | hardcourt     | Arantxa Sánchez     | Martina Hingis Anna Koernikova           | 2-6, 7-6, 1-6    | details |
| 2.                                  | 2002-05-05 | WTA Hamburg       | gravel        | Arantxa Sánchez     | Martina Hingis Barbara Schett            | 1-6, 1-6         | details |
| 3.                                  | 2002-05-12 | WTA Berlijn       | gravel        | Arantxa Sánchez     | Jelena Dementjeva Janette Husárová       | 6-0, 6-7, 2-6    | details |
| 4.                                  | 2002-08-04 | WTA San Diego     | hardcourt     | Ai Sugiyama         | Jelena Dementjeva Janette Husárová       | 2-6, 4-6         | details |
| 5.                                  | 2002-08-11 | WTA Los Angeles   | hardcourt     | Ai Sugiyama         | Kim Clijsters Jelena Dokić               | 3-6, 3-6         | details |
| 6.                                  | 2005-08-07 | WTA San Diego     | hardcourt     | Ai Sugiyama         | Conchita Martínez Virginia Ruano Pascual | 7-6, 1-6, 5-7    | details |
| 7.                                  | 2005-10-23 | WTA Zürich        | hardcourt (i) | Ai Sugiyama         | Cara Black Rennae Stubbs                 | 7-6, 6-7, 3-6    | details |
| 8.                                  | 2006-06-11 | Roland Garros     | gravel        | Ai Sugiyama         | Lisa Raymond Samantha Stosur             | 3-6, 2-6         | details |
| 9.                                  | 2006-08-13 | WTA Los Angeles   | hardcourt     | Ai Sugiyama         | Virginia Ruano Pascual Paola Suárez      | 3-6, 4-6         | details |
| 10.                                 | 2009-01-30 | Australian Open   | hardcourt     | Ai Sugiyama         | Serena Williams Venus Williams           | 3-6, 3-6         | details |
| 11.                                 | 2009-05-09 | WTA Rome          | gravel        | Ai Sugiyama         | Hsieh Su-wei Peng Shuai                  | 5-7, 6-7         | details |
| 12.                                 | 2009-10-03 | WTA Tokio         | hardcourt     | Ai Sugiyama         | Alisa Klejbanova Francesca Schiavone     | 4-6, 2-6         | details |
| gewonnen finales gemengd dubbelspel |            |                   |               |                     |                                          |                  |         |
| 1.                                  | 2001-07-08 | Wimbledon         | gras          | Leoš Friedl         | Liezel Huber Mike Bryan                  | 4-6, 6-3, 6-2    | details |
| 2.                                  | 2002-01-27 | Australian Open   | hardcourt     | Kevin Ullyett       | Paola Suárez Gastón Etlis                | 6-3, 6-2         | details |
| 3.                                  | 2005-01-08 | Hopman Cup        | hardcourt (i) | Dominik Hrbatý      | Gisela Dulko Guillermo Coria             | 3–0              | details |
| 4.                                  | 2005-06-05 | Roland Garros     | gravel        | Fabrice Santoro     | Martina Navrátilová Leander Paes         | 3-6, 6-3, 6-2    | details |
| 5.                                  | 2005-09-11 | US Open           | hardcourt     | Mahesh Bhupathi     | Katarina Srebotnik Nenad Zimonjić        | 6-4, 6-2         | details |
| verloren finales gemengd dubbelspel |            |                   |               |                     |                                          |                  |         |
| 1.                                  | 2002-07-07 | Wimbledon         | gras          | Kevin Ullyett       | Jelena Lichovtseva Mahesh Bhupathi       | 2-6, 6-1, 1-6    | details |
| 2.                                  | 2004-01-10 | Hopman Cup        | hardcourt (i) | Karol Kučera        | Lindsay Davenport James Blake            | 1–2              | details |

## Resultaten grandslamtoernooien
| Legenda | Legenda                          |
| ------- | -------------------------------- |
| g.t.    | geen toernooi gehouden           |
| l.c.    | lagere categorie                 |
| –       | niet deelgenomen                 |
| G       | uitgeschakeld in de groepsfase   |
| 1R      | uitgeschakeld in de eerste ronde |
| 2R      | uitgeschakeld in de tweede ronde |
| 3R      | uitgeschakeld in de derde ronde  |
| 4R      | uitgeschakeld in de vierde ronde |
| KF      | uitgeschakeld in de kwartfinale  |
| HF      | uitgeschakeld in de halve finale |
| F       | de finale verloren               |
| W       | het toernooi gewonnen            |
| w-v     | winst/verlies-balans             |

### Enkelspel
| toernooi        | 2001 | 2002 | 2003 | 2004 | 2005 | 2006 | 2007 | 2008 | 2009 | 2010 | 2011 | 2012 | 2013 | 2014 | 2015 | 2016 | w-v   |
| --------------- | ---- | ---- | ---- | ---- | ---- | ---- | ---- | ---- | ---- | ---- | ---- | ---- | ---- | ---- | ---- | ---- | ----- |
| Australian Open | 1R   | 3R   | KF   | 2R   | 3R   | 4R   | 4R   | HF   | 3R   | 3R   | 1R   | 3R   | 1R   | 3R   | 2R   | 1R   | 29-16 |
| Roland Garros   | 2R   | 4R   | 2R   | 1R   | 3R   | 4R   | 3R   | –    | 1R   | 4R   | 4R   | –    | 1R   | 3R   | 1R   | 1R   | 20-14 |
| Wimbledon       | 2R   | KF   | 2R   | 3R   | 3R   | 4R   | 4R   | 2R   | 4R   | 2R   | 3R   | 1R   | 1R   | 1R   | 2R   | 1R   | 24-16 |
| US Open         | 1R   | KF   | 3R   | 3R   | 3R   | 2R   | 1R   | 1R   | 4R   | 3R   | 1R   | 1R   | KF   | 2R   | 1R   | –    | 21-15 |

### Vrouwendubbelspel
| toernooi        | 2001 | 2002 | 2003 | 2004 | 2005 | 2006 | 2007 | 2008 | 2009 | 2010 | 2011 | 2012 | 2013 | 2014 | 2015 | 2016 | w-v   |
| --------------- | ---- | ---- | ---- | ---- | ---- | ---- | ---- | ---- | ---- | ---- | ---- | ---- | ---- | ---- | ---- | ---- | ----- |
| Australian Open | 1R   | F    | KF   | 1R   | KF   | 3R   | KF   | 3R   | F    | –    | –    | 3R   | 1R   | 3R   | 2R   | –    | 28-13 |
| Roland Garros   | 3R   | 1R   | HF   | 2R   | 2R   | F    | –    | –    | 3R   | 2R   | 1R   | –    | 1R   | 1R   | 3R   | –    | 18-12 |
| Wimbledon       | 3R   | 2R   | 2R   | 2R   | KF   | 1R   | 1R   | –    | 2R   | 3R   | 3R   | 2R   | 2R   | 2R   | 2R   | 1R   | 17-15 |
| US Open         | 1R   | 1R   | 3R   | 1R   | 3R   | 2R   | 3R   | 3R   | 3R   | 2R   | HF   | 1R   | 1R   | 1R   | –    | –    | 16-14 |

### Gemengd dubbelspel
| Australian Open | – | W  | HF | 2R | 1R | 1R | 2R | –  | –  | 2R | KF | 13-6 |
| Roland Garros   | – | KF | 1R | HF | W  | –  | –  | –  | –  | 2R | –  | 11-4 |
| Wimbledon       | W | F  | 3R | 2R | –  | –  | –  | –  | 1R | 1R | –  | 13-5 |
| US Open         | – | 2R | 1R | 1R | W  | –  | 1R | 2R | 1R | –  | –  | 7-5  |